# Uruguay op de Olympische Zomerspelen 1968
Uruguay nam deel aan de Olympische Zomerspelen 1968 in Mexico-Stad, Mexico. In tegenstelling tot de vorige editie werd dit keer geen medaille gewonnen.

## Resultaten en deelnemers per onderdeel

### Atletiek
- Albertino Etchechurry
- Armando González
- Josefa Vincent

### Boksen
- Mario Benítez
- Juan Carlos Rivero
- Carlos Alberto Casal
- Nolberto Freitas

### Wielersport
- Luis Barrufa
- Walter Garré
- Luis Sosa
- René Deceja
- Jorge Jukich

### Schermen
- Alberto Varela

### Roeien
- Emilio Ahlers
- José Ahlers
- Luis Colman
- Esteban Masseilot
- José Sigot

### Zeilen
- Fernando Thode

### Schieten
- Enrique Barragán
- Arturo Porro
- Walter Vera

### Zwemmen
- Ruth Apt Leheimer
- Lylian Castillo
- Emilia Figueroa
- Ana María Norbis
- Felicia Ospitaleche

Afghanistan · Algerije · Amerikaanse Maagdeneilanden · Argentinië · Australië · Bahama's · Barbados · België · Bermuda · Birma · Bolivia · Bondsrepubliek Duitsland · Brazilië · Brits-Honduras · Bulgarije · Canada · Centraal-Afrikaanse Republiek · Ceylon · Chili · Colombia · Congo-Kinshasa · Costa Rica · Cuba · Denemarken · Dominicaanse Republiek · Duitse Democratische Republiek · Ecuador · El Salvador · Ethiopië · Fiji · Filipijnen · Finland · Frankrijk · Ghana · Griekenland · Groot-Brittannië · Guatemala · Guinee · Guyana · Honduras · Hongarije · Hongkong · Ierland · IJsland · India · Indonesië · Irak · Iran · Israël · Italië · Ivoorkust · Jamaica · Japan · Joegoslavië · Kameroen · Kenia · Koeweit · Libanon · Libië · Liechtenstein · Luxemburg · Madagaskar · Maleisië · Mali · Malta · Marokko · Mexico · Monaco · Mongolië · Nederland · Nederlandse Antillen · Nicaragua · Nieuw-Zeeland · Niger · Nigeria · Noorwegen · Oeganda · Oostenrijk · Pakistan · Panama · Paraguay · Peru · Polen · Portugal · Puerto Rico · Roemenië · San Marino · Senegal · Sierra Leone · Singapore · Soedan · Sovjet-Unie · Spanje · Suriname · Syrië · Taiwan · Tanzania · Thailand · Trinidad en Tobago · Tunesië · Turkije · Tsjaad · Tsjecho-Slowakije · Uruguay · Venezuela · Verenigde Arabische Republiek · Verenigde Staten · Vietnam · Zambia · Zuid-Korea · Zweden · Zwitserland